# Kaliska (Mazovie)
Pour les articles homonymes, voir Kaliska.
Kaliska (prononciation : [kaˈliska]) est un village de polonais, situé dans la gmina de Łochów de la Powiat de Węgrów et dans la voïvodie de Mazovie dans le centre-est de la Pologne.